# Leluthia flavocoxalis
Leluthia flavocoxalis är en stekelart som beskrevs av Marsh 2002. Leluthia flavocoxalis ingår i släktet Leluthia och familjen bracksteklar. Inga underarter finns listade i Catalogue of Life.